# Olympische Sommerspiele 2008/Schwimmen – 400 m Freistil (Männer)
Der Wettbewerb über 400 Meter Freistil der Männer bei den Olympischen Spielen 2008 in Peking wurde am 9. und 10. August 2008 im Nationalen Schwimmzentrum Peking ausgetragen. 37 Athleten nahmen daran teil. 
Es fanden fünf Vorläufe statt. Die acht schnellsten Schwimmer aller Vorläufe qualifizierten sich für das Finale, das am nächsten Tag ausgetragen wurde.

## Rekorde
Vor Beginn der Olympischen Spiele waren folgende Rekorde gültig.
| Weltrekord         | Ian Thorpe ( Australien) | 3:40,08 min | Manchester, Vereinigtes Königreich | 30. Juli 2002      |
| Olympischer Rekord | Ian Thorpe ( Australien) | 3:40,59 min | Sydney, Australien                 | 16. September 2000 |

## Titelträger
| Olympiasieger | Ian Thorpe ( Australien)  | 3:43,10 min | Athen 2004     |
| Weltmeister   | Park Tae-hwan ( Südkorea) | 3:44,30 min | Melbourne 2007 |
| Europameister | Juri Prilukow ( Russland) | 3:45,10 min | Eindhoven 2008 |

## Vorlauf

### Vorlauf 1
| Platz | Name                | Nation      | Zeit        | Anmerkung |
| ----- | ------------------- | ----------- | ----------- | --------- |
| 1     | Gard Kvale          | Norwegen    | 3:50,47 min | NR        |
| 2     | Daniele Tirabassi   | Venezuela   | 3:53,26 min |           |
| 3     | Květoslav Svoboda   | Tschechien  | 3:56,54 min |           |
| 4     | Juan Martín Pereyra | Argentinien | 3:59,35 min |           |
| 5     | Oleg Rabota         | Kasachstan  | 4:02,16 min |           |

### Vorlauf 2
| Platz | Name              | Nation       | Zeit        | Anmerkung |
| ----- | ----------------- | ------------ | ----------- | --------- |
| 1     | David Brandl      | Österreich   | 3:48,63 min |           |
| 2     | Sébastien Rouault | Frankreich   | 3:48,84 min |           |
| 3     | Spyros Gianniotis | Griechenland | 3:49,34 min |           |
| 4     | Dominik Meichtry  | Schweiz      | 3:50,55 min |           |
| 5     | Jean Basson       | Südafrika    | 3:52,90 min |           |
| 6     | Balázs Gercsák    | Ungarn       | 3:54,14 min |           |
| 7     | Jon Raahauge Rud  | Dänemark     | 3:57,41 min |           |
|       | Luka Turk         | Slowenien    | DNS         |           |

### Vorlauf 3
| Platz | Name                 | Nation         | Zeit        | Anmerkung |
| ----- | -------------------- | -------------- | ----------- | --------- |
| 1     | Zhang Lin            | China          | 3:43,32 min | AS        |
| 2     | Park Tae-hwan        | Südkorea       | 3:43,35 min |           |
| 3     | Takeshi Matsuda      | Japan          | 3:44,99 min | NR        |
| 4     | Federico Colbertaldo | Italien        | 3:45,28 min |           |
| 5     | Nicolas Rostoucher   | Frankreich     | 3:47,15 min |           |
| 6     | Paul Biedermann      | Deutschland    | 3:48,03 min |           |
| 7     | Dean Milwain         | Großbritannien | 3:48,77 min |           |
| 8     | Craig Stevens        | Australien     | 3:50,22 min |           |

### Vorlauf 4
| Platz | Name                  | Nation             | Zeit        | Anmerkung |
| ----- | --------------------- | ------------------ | ----------- | --------- |
| 1     | Larsen Jensen         | Vereinigte Staaten | 3:43,10 min | AM        |
| 2     | Nikita Lobinzew       | Russland           | 3:43,45 min | NR        |
| 3     | Oussama Mellouli      | Tunesien           | 3:44,54 min |           |
| 4     | Mads Glæsner          | Dänemark           | 3:45,38 min | NR        |
| 5     | Massimiliano Rosolino | Italien            | 3:45,57 min |           |
| 6     | Paweł Korzeniowski    | Polen              | 3:48,78 min |           |
| 7     | Sun Yang              | China              | 3:50,90 min |           |
| 8     | Christian Kubusch     | Deutschland        | 3:52,73 min |           |

### Vorlauf 5
| Platz | Name                | Nation             | Zeit        | Anmerkung |
| ----- | ------------------- | ------------------ | ----------- | --------- |
| 1     | Grant Hackett       | Australien         | 3:44,03 min |           |
| 2     | Peter Vanderkaay    | Vereinigte Staaten | 3:44,22 min |           |
| 3     | Juri Prilukow       | Russland           | 3:44,82 min |           |
| 4     | Ryan Cochrane       | Kanada             | 3:44,85 min | NR        |
| 5     | David Carry         | Großbritannien     | 3:47,17 min | NR        |
| 6     | Serhij Fessenko     | Ukraine            | 3:47,75 min | NR        |
| 7     | Dragoș Coman        | Rumänien           | 3:47,79 min |           |
| 8     | Przemysław Stańczyk | Polen              | 3:48,11 min |           |

## Finale
| Platz | Name             | Nation             | Zeit        | Anmerkung |
| ----- | ---------------- | ------------------ | ----------- | --------- |
| 1     | Park Tae-hwan    | Südkorea           | 3:41,86 min | AS        |
| 2     | Zhang Lin        | China              | 3:42,44 min | NR        |
| 3     | Larsen Jensen    | Vereinigte Staaten | 3:42,78 min | AM        |
| 4     | Peter Vanderkaay | Vereinigte Staaten | 3:43,11 min |           |
| 5     | Oussama Mellouli | Tunesien           | 3:43,45 min | AF        |
| 6     | Grant Hackett    | Australien         | 3:43,84 min |           |
| 7     | Juri Prilukow    | Russland           | 3:43,97 min |           |
| 8     | Nikita Lobinzew  | Russland           | 3:48,29 min |           |